# (9815) Mariakirch
(9815) Mariakirch est un astéroïde de la ceinture principale, découvert en 1960 par C. J. van Houten, I. van Houten-Groeneveld et T. Gehrels. Il porte le nom de l'astronome allemande Maria Margarethe Kirch.